# 淵堂駅
淵堂駅（ヨンダンえき）は、大韓民国江原特別自治道寧越郡にある、韓国鉄道公社太白線の駅である。

## 歴史
- 1955年9月10日：営業開始。
- 2009年7月1日：旅客取扱中止。

## 隣の駅
韓国鉄道公社
太白線
双龍駅 - 淵堂駅 - (清冷浦信号場) - 寧越駅